# Pays d'origine sûr
En droit d'asile européen, un pays d'origine sûr est le nom donné aux pays dont les ressortissants ne peuvent théoriquement pas bénéficier du statut de réfugié. Un pays est dit sûr lorsque :
- il dispose d'un système démocratique ;
- il n'y a pas de torture ;
- il n'y a pas de persécution, de traitement ou de punition inhumains ou dégradant ;
- il n'y a pas de menace de violence ;
- il n'y a pas de conflit armé.

## Dispositions

### Directive de 2005

#### Procédure
La notion fut introduite dans le droit de l'Union par la directive 2005/85/CE. Cette directive énonce le principe sous-jacent sur lequel la notion est fondée : « lorsqu’un pays tiers peut être considéré comme un pays d’origine sûr, les États membres devraient pouvoir le désigner comme tel et présumer qu’un demandeur donné y est en sécurité, sauf si celui-ci présente des éléments sérieux en sens contraire ». Du fait de l'harmonisation avancée des conditions d'obtention du statut de réfugié dans l'Union européenne en 2005, la directive soulignait que la définition de conditions communes au niveau de l'octroi du statut de pays d'origine sûr à un pays tiers devait être également harmonisée. 
La détermination du statut revient au Conseil qui vérifie le respect des critères prévus par la directive. Le Parlement européen doit être consulté sur le sujet. Une fois cela fait, le pays est inscrit sur une « liste commune minimale de pays tiers considérés comme pays d’origine sûrs ». Celle-ci est ensuite adoptée par un vote à la majorité qualifiée. 
L’établissement d'une liste commune au niveau européen n'est pas de nature à interdire aux États membres d'inscrire des États tiers supplémentaires dans la liste des pays d'origine sûrs.  Toutefois, les critères d'attribution du statut sont indiqués afin que ce statut, même s'il est adopté au niveau national, réponde à des standards communs. Ainsi, il convient :
- de prendre en compte « la situation sur le plan juridique, de l’application de la législation et de la situation politique générale dans le pays tiers concerné » ;
- de baser cette analyse sur « un éventail de sources d’information, y compris notamment des informations émanant d’autres États membres, du HCNUR, du Conseil de l'Europe et d’autres organisations internationales compétentes ».

Les États membres doivent informer la Commission lorsqu'ils ont désigné sur le plan national un pays sûr.

#### Applicabilité
Le principe du « pays d'origine sûr » ne s'applique à un demandeur d'asile que :
- « s'il est ressortissant dudit pays », ou
- « s’il s’agit de son ancien pays de résidence habituelle » si le demandeur d'asile est un apatride ;
- si le demandeur d'asile n'a pas fourni « de raisons sérieuses permettant de penser qu’il ne s’agit pas d’un pays d’origine sûr en raison de sa situation personnelle »[4].

Il s'agit d'une présomption simple se basant sur une évaluation de la situation générale du pays aux plans civil, juridique et politique.

### Directive de 2013
La directive 2013/32/UE reprend l'esprit de la directive de 2005, notamment sur les modalités d'application de la notion et sur le principe de « présomption réfutable ». Elle prévoit notamment que la Commission fasse un examen régulier de l'utilisation de ce concept par les États membres pour « préparer une harmonisation éventuelle plus poussée dans le futur ».

#### Applicabilité
En plus des conditions prévues à l'origine dans la directive de 2005, la directive de 2013 inclut des conditions spécifiques pour certaines situations. Ainsi, l'article 36(2) dispose que « les États membres prévoient dans leur droit national des règles et modalités supplémentaires aux fins de l’application de la notion de pays d’origine sûr ».
Tout comme dans la directive de 2005, les États membres peuvent ajouter des États en plus de la liste commune dans leur liste nationale de pays d'origine sûrs. Cette possibilité doit toutefois respecter les dispositions de l'article 37 notamment en consultant les informations fournies par les autres État membre, le Bureau européen d'appui en matière d'asile, le Haut Commissariat des Nations unies pour les réfugiés, le Conseil de l'Europe ou d'autres organisations internationales. Ils doivent notifier la Commission dès l'ajout ou le retrait d'un État de leurs listes nationales.

#### Cas particuliers
Des procédures accélérées ou délocalisées, mais conformes aux garanties fondamentales, sont possibles lorsque le demandeur provient d'un pays d'origine sûr : cela inclut notamment la possibilité de faire la procédure à la frontière ou dans les zones de transit.
L'article 25(6)(c) dispose que la notion est applicable au mineur, mais inclut toutefois un tempérant puisqu'elle ne l'est que « pour autant que l’intérêt supérieur du mineur l’exige ».

### Substitution des listes nationales par une liste européenne
Le 9 septembre 2015, dans le cadre de l'Agenda européen en matière de migration, la Commission proposa d'établir une liste commune européenne sur la base de la directive de 2015. Les pays concernés sont : l'Albanie, la Bosnie-Herzégovine, la Macédoine, le Kosovo, le Monténégro, la Serbie et la Turquie. Ceux-ci représentent 17 % des demandes d'asiles déposées et sont, sur les douze pays ayant établi des listes nationales, présents en moyenne dans 6 ou 9 d'entre elles (à l'exception de la Turquie qui n'est considéré comme un pays sûr que par la Bulgarie).
Les États membres ayant établi une liste des pays d'origine sûrs sont :
- l'Allemagne : pays d'origine sûr en droit allemand de l'asile ;
- l'Autriche : pays d'origine sûr en droit autrichien de l'asile ;
- la Belgique : pays d'origine sûr en droit belge de l'asile ;
- la Bulgarie : pays d'origine sûr en droit bulgare de l'asile ;
- le Danemark : pays d'origine sûr en droit danois de l'asile ;
- la France : pays d'origine sûr en droit français de l'asile ;
- l'Irlande : pays d'origine sûr en droit irlandais de l'asile ;
- le Luxembourg : pays d'origine sûr en droit luxembourgeois de l’asile ;
- Malte : pays d'origine sûr en droit maltais de l'asile ;
- la République tchèque : pays d'origine sûr en droit tchèque de l'asile ;
- la Slovaquie : pays d'origine sûr en droit slovaque de l'asile ;
- le Royaume-Uni : pays d'origine sûr en droit britannique de l'asile ;

Le 7 juillet 2016, la commission parlementaire LIBE adopte une proposition en vue d'entamer les négociations interinstitutionnelles. Selon la proposition adoptée à cette date, les pays seront ajoutés ou retirés de la liste européenne par la procédure législative ordinaire après une proposition de la Commission. La liste sera établie en se basant sur les informations reçues des États membres, du Service européen pour l'action extérieure, du Bureau européen d'appui en matière d'asile, du Haut Commissariat des Nations unies pour les réfugiés et du Conseil de l'Europe ainsi que d'autres organisations internationales où d'ONG internationales. La proposition exclut du champ d'application de la notion les minorités et les mineurs.
De même, la proposition prévoit une période de trois ans durant laquelle les listes nationales seront maintenues en parallèle de la liste européenne. Durant cette période, les États pourront inclure dans leur liste et proposer à la Commission de nouveaux pays sûrs, mais ne pourront pas maintenir comme pays d'origine sûr un État « suspendu ou retiré de la liste européenne ».

## Critiques
Selon le Service de recherche du Parlement européen, « le HCR n'est pas opposé à la notion […] dès lors qu'elle est utilisée en tant qu'outil procédural pour faire des priorités et/ou accélérer l'examen d'une demande dans des circonstances restreintes précises ». Le HCR craint que les évaluations faites par un pays de la sûreté d'un pays d'origine ne répondent à des critères politiques, d'affaires étrangères ou économiques.
Selon Michael Diedring, secrétaire général du Conseil européen pour les réfugiés et les exilés, le projet d'une liste commune risque d'entraîner un abaissement des standards de protection. Selon lui, cette notion sert à réduire les possibilités d'appels des demandeurs d'asile en offrant un cadre légal.
Amnesty International et Human Rights Watch s'opposent à la notion, estimant notamment qu'une demande d'asile doit être considérée comme une demande individuelle et qu'il ne peut y avoir de présomption.

## Sources